# 오카다 겐조
오카다 겐조(岡田 謙三, 1902년 9월 28일 ~ 1982년 7월 25일)는 일본에서 태어난 미국의 화가이자 추상 표현주의 스타일로 작업하여 국제적인 찬사를 받은 최초의 일본계 미국인 예술가이다.
미술가 미셸 스튜어트(Michelle Stuart)에 따르면, "오카다가 미국에 왔을 때 그는 이미 성숙한 화가였으며 고국인 일본에서 잘 알려져 있었다. 오카다는 미국의 추상주의에 세련된 억제, 도안의 우아함, 자연적 형태의 시적인 변형을 위한 비상한 재능을 가져다 주었다."

## 생애
오카다 켄조는 1902년 9월 28일 일본 요코하마에서 태어났다. 부유한 산업가였던 그의 아버지는 예술가가 되려는 아들의 소망을 지지하지 않았다. 아버지가 사망하자 오카다는 도쿄 미술대학 (현 도쿄 예술대학) 서양화과에 입학하였다. 1924년 프랑스로 유학한 후 일본인 동포 후지타 쓰구하루와 함께 공부하며, 도시를 주제로한 그림을 그렸다. 1927년 그는 살롱 도톤에서 작품을 전시하고, 같은 해 일본으로 돌아와 1년 만에 도쿄 미쓰코시 백화점에서 최초의 개인전을 열었다. 1936년 일본 현대 예술가 그룹 니카카이(二科会)으로부터 상을 받는 것으로 그의 성공은 계속되었으며, 오카다는 니카카이의 종신 회원이되었다. 1940년부터 1944년까지 니혼 대학 미술 대학에서 교수하였으나 미야기현 모리촌으로 피난하였다가 도쿄로 돌아와 무사시노 미술 대학에서 교수하였다.
일본에서는 사실주의 화가였던 오가타는 1950년에 뉴욕으로 이주하여 추상주의 그림을 그렸다. 추상 표현주의로부터 자극을 받은 이 그림들은 강한 일본적인 감성과 느낌을 보여준다. 1953년 그는 뉴욕의 베티 파슨스 갤러리(Betty Parsons Gallery)에서 추상 표현주의 회화를 전시하기 시작했고 파슨스를 통해 추상 표현주의의 핵심부에 접근하였다. 1950년대와 1960년대의 오가타 그림은 구성적 공간에 떠 다니는 섬세하고 예민한 색조로 구조화된 이미지를 사용하여 자연적 세계의 미묘한 변화를 보여 준다. 호노룰루 미술관의 컬렉션에 소장되어 있는 1962년 작품 《턴》(Turn), 닐슨 A. 록펠러 주지사  엠파이어 스테이트 플라자 아트 컬렉션에 소장되어 있는 1966년 작품 《하고로모》(Hagoromo)는 오가타의 색조을 이용한 추상의 예시이다.

## 참고 문헌
- Marika Herskovic, New York School Abstract Expressionists Artists Choice by Artists, 보관됨 2007-09-29 - 웨이백 머신 (뉴욕 학교 출판부, 2000. )ISBN 0-9677994-0-6 . 피. 32; 피. 38; 피. 274-277
- Art USA Now Ed. by Lee Nordness; Vol.1, (The Viking Press, Inc., 1963.) pp. 142-145